# أشرف بن ضياف
أشرف بن ضياف مواليد 21 مايو 1995 في تونس، هو لاعب كرة قدم تونسى في نادي مضر السعودي.

## روابط خارجية
- أشرف بن ضياف على موقع Soccerway.com (الإنجليزية)
- أشرف بن ضياف على موقع عالم كرة القدم.نت (الإنجليزية)